# شهر آلتو بنی
شهر التو بنی (به اسپانیایی: Alto Beni Municipality) یک منطقهٔ مسکونی در بولیوی است که در شهرستان لاپاز (بولیوی) واقع شده‌است.